# فرودگاه صحرایی مریل
فرودگاه صحرایی مریل (به انگلیسی: Merrill Field) یک فرودگاه همگانی بهره‌برداری هوایی با کد یاتا MRI است که یک باند فرود شن و خاک دارد و طول باند آن ۶۱۰ متر است. این فرودگاه در شهر انکوریج کشور ایالات متحده آمریکا قرار دارد و در ارتفاع ۴۲ متری از سطح دریا واقع شده‌است.